# Episodi di Insatiable (prima stagione)
La prima stagione della serie televisiva Insatiable, composta da 12 episodi, è stata interamente distribuita su Netflix il 10 agosto 2018, in tutti i paesi in cui il servizio è disponibile.
| n° | Titolo originale       | Titolo italiano                 | Pubblicazione USA | Pubblicazione Italia |
| -- | ---------------------- | ------------------------------- | ----------------- | -------------------- |
| 1  | Pilot                  | Pilot                           | 10 agosto 2018    | 10 agosto 2018       |
| 2  | Skinny Is Magic        | Essere magri è magico           | 10 agosto 2018    | 10 agosto 2018       |
| 3  | Miss Bareback Buckaroo | Miss Cowboy Senza Sella         | 10 agosto 2018    | 10 agosto 2018       |
| 4  | WMBS                   | DoMaLa                          | 10 agosto 2018    | 10 agosto 2018       |
| 5  | Bikinis and Bitches    | Bikini e stronze                | 10 agosto 2018    | 10 agosto 2018       |
| 6  | Dunk 'N' Donut         | Battesimo e donut.              | 10 agosto 2018    | 10 agosto 2018       |
| 7  | Miss Magic Jesus       | Miss Magic Jesus                | 10 agosto 2018    | 10 agosto 2018       |
| 8  | Wieners and Losers     | Salsicce e perdenti             | 10 agosto 2018    | 10 agosto 2018       |
| 9  | Bad Kitty              | Il demone Kitty                 | 10 agosto 2018    | 10 agosto 2018       |
| 10 | Banana Heart Banana    | Banana cuore banana             | 10 agosto 2018    | 10 agosto 2018       |
| 11 | Winners Win. Period.   | Le vincenti vincono. Punto.     | 10 agosto 2018    | 10 agosto 2018       |
| 12 | Why Bad Things Happen  | Perché succedono le cose brutte | 10 agosto 2018    | 10 agosto 2018       |

## Pilot
- Titolo originale: Pilot
- Diretto da: Andrew Fleming
- Scritto da: Lauren Gussis

Patty Bladell è una studentessa liceale che è vittima di bullismo per essere sovrappeso. Dopo che il tipo per cui ha una cotta, Brick Armstrong, la respinge in un minimarket, Patty siede accanto a un senzatetto. Quando questo la insulta per il suo peso, lei lo prende a pugni, lui la colpisce con un calcio e lei finisce in ospedale con una mascella rotta. Tre mesi dopo, Patty - che ora è magra e bella grazie a una dieta liquida - viene processata per aver aggredito il senzatetto. Dopo essere caduto in disgrazia sul circuito del corteo, Bob Armstrong, un avvocato locale per i diritti civili ed ex consulente di moda, è arruolato per sostenere il caso di Patty pro bono. Una volta che incontra la nuova Patty, Bob la vede come la sua possibilità di tornare nel mondo del corteo e decide di prenderla sotto la sua ala. Patty, d'altra parte, vede Bob come la sua anima gemella perfetta.

## Essere magri è magico
- Titolo originale: Skinny Is Magic
- Diretto da: Andrew Fleming
- Scritto da: Lauren Gussis e Jace Richdale

Con Angie fuori casa, Patty ha in programma di saltare la scuola il primo giorno di scuola, anche se Bob Armstrong la convince ad andare, dopo averle dato un nuovo look. Patty decide di usare la sua nuova bellezza per vendicarsi di coloro che la tormentavano. Quando Patty sente notizie di un uomo in condizioni critiche a seguito di un incendio nello stesso motel dove quasi si vendicò del barbone incendiandolo la notte prima, lei teme di essere stata responsabile. Coralee Armstrong rimane a controllare la casa di Bob Barnard, dopo aver scoperto che Bob Armstrong è stato quasi sedotto da Magnolia Barnard. Bob Armstrong lavora per dimostrare l'innocenza di Patty mentre scopre da Bob Barnard che un reggiseno e una scatola di fiammiferi sono stati trovati nella stanza bruciata del motel. Il senzatetto, John, alla fine ammette di aver accidentalmente acceso il fuoco e ha voluto che Patty si prendesse la colpa per scagionarsi. Quando Patty affronta John, la prende in giro. Patty augura la morte a John, che muore improvvisamente di infarto.

## Miss Cowboy Senza Sella
- Titolo originale: Miss Bareback Buckaroo
- Diretto da: Andrew Fleming
- Scritto da: Kari Drake e Craig Chester

Bob Armstrong porta Patty al concorso Miss Cowboy Senza Sella in Alabama per visitare il suo ex mentore, Stella Rose Buckley, che lo ha aiutato ad entrare nel mondo della moda alla fine degli anni '90. Preoccupata per Patty, Nonnie Thompson fa un viaggio in Alabama con Donald Choi e Dixie Sinclair. Coralee cerca di aumentare le sue possibilità di essere inserita nella Junior League organizzando una cena, solo per avere i suoi piani rovinati da una visita sgradita dalla sua sorellastra, Brandylynn. Stella Rose accetta di assistere Bob nell'insegnare a Patty come comportarsi correttamente. Tuttavia, Stella Rose in seguito rivela di volersi vendicare dopo che Bob ha concluso la loro relazione 20 anni fa e l'ha lasciata ferendola. Notando che Patty ha una cotta per Bob, Stella Rose le porge una collana incisa che Bob le ha dato come prova del suo tradimento.

## DoMaLa
- Titolo originale: WMBS
- Diretto da: Maggie Kiley
- Scritto da: Danielle Hoover e David Monahan

Patty vuole separare Bob Armstrong e Coralee usando la collana di Stella Rose. Coralee si sforza per entrare nelle grazie di Etta Mae creando una organizzazione per mamme lavoratrici dopo che Etta Mae viene destituita dalla Junior League. Angie ritorna dal trattamento degli Alcolisti Anonimi. Quando il concorso al quale Patty voleva partecipare per qualificarsi per Miss Magic Jesus viene cancellato, Bob Armstrong decide di fare competere Patty e Coralee insieme in un concorso madre-figlia, sebbene nessuna delle due sia felice della decisione presa. Bob Armstrong e Coralee scoprono la tresca tra Brick e Regina Sinclair. Bob Armstrong e Bob Barnard conducono insieme il concorso madre-figlia. Patty e Coralee trovano dei punti in comune mentre si preparano al concorso. Angie convince Nonnie a competere al concorso con lei, sperando di fare ingelosire Patty. Regina viene arrestata per avere approfittato di un minorenne. Patty e Coralee vincono il concorso, ma Coralee snobba Patty per essere accettata nell'alta società. Ferita e arrabbiata, Patty dà la collana di Stella Rose a Coralee.

## Bikini e stronze
- Titolo originale: Bikinis and Bitches
- Diretto da: Andrew Fleming
- Scritto da: Lauren Gussis e Andrew Green

Patty viene squalificata da Miss Magic Jesus a causa di alcune foto nude di Dixie che vengono inviate dal suo telefono. Patty, Nonnie e Choi cercano di capire chi avrebbe potuto hackerare il cellulare di Patty. Coralee lascia Bob Armstrong dopo avere ricevuto la collana di Stella Rose da Patty. Magnolia rompe con Brick quando viene a sapere della sua tresca con Regina. Patty e Brick si avvicinano quando lui le confessa il suo cattivo rapporto col padre. Bob Armstrong è determinato a riconquistare Coralee, mentre cerca di sanare il rapporto con Brick. Magnolia si offre di aiutare Patty a vincere Miss Magic Jesus organizzando una raccolta fondi. Christian diventa il nuovo cliente di Bob Armstrong dopo essere stato scoperto con delle droghe, ma sua mamma chiede a Bob di rinunciare al caso, in modo che Christian affronti le sue responsabilità. Quando Dixie sabota la raccolta fondi, Brick salva la situazione. Bob Armstrong scopre che la compagna di cella di Regina ha hackerato il cellulare di Patty. Patty e Brick si baciano.

## Battesimo e donut
- Titolo originale: Dunk 'N' Donut
- Diretto da: Brian Dannelly
- Scritto da: Kari Drake e Jace Richdale

Il piano di Patty per Miss Magic Jesus ha un colpo d'arresto quando scopre che non è mai stata battezzata. Dopo avere scoperto che Patty aveva mentito sulla sua relazione con Brick, Magnolia giura di sconfiggere Patty in tutti i concorsi. Per battezzare Patty, il pastore Mike Keene ordina a Patty e a Bob Armstrong di compiere buone azioni, ma i due hanno delle difficoltà a chiedere perdono alle persone che hanno ferito. Dopo una discussione a cuore aperto con Choi, lentamente Nonnie affronta la sua sessualità quando incontra Dee, una partecipante al concorso corpulenta. Nonnie decide di confessare i suoi sentimenti a Patty, ma si arrabbia per l'indifferenza di Patty e l'accusa di essere egocentrica. Dopo avere rovinato l'incontro di boxe di Brick, Bob Armstrong decide di battezzarsi insieme a Patty. Magnolia cerca di sabotare Patty alterando il suo drink, il che causa a Patty allucinazioni durante il battesimo e la porta a scegliere Christian piuttosto che Brick.

## Miss Magic Jesus
- Titolo originale: Miss Magic Jesus
- Diretto da: Lev L. Spiro
- Scritto da: Danielle Hoover & David Monahan

Il tentativo di Bob Barnard di ricattare Bob Armstrong con un video sessuale di Patty e Christian gli si ritorce contro. Patty e Bob Armstrong si preoccupano quando Stella Rose viene annunciata all'ultimo minuto come giudice per Miss Magic Jesus. Dopo avere scoperto che Roxy è la figlia di Stella Rose, Bob Armstrong si chiede se fosse il padre biologico di Roxy, mentre inavvertitamente trascura Patty. Con Bob Armstrong e Nonnie preoccupati, Christian si offre per aiutare Patty con un quiz sulla Bibbia per il concorso rubando le risposte dal computer del padre, il pastore Mike. Magnolia vince Miss Magic Jesus, mentre Patty si classifica seconda. Con i suoi genitori determinati a mandarlo in una scuola militare, Christian convince Patty a scappare via con lui a Hollywood. Quando Bob Armstrong scopre che Bob Barnard è il padre di Roxy, Barnard gli rivela che Stella Rose aveva dormito con lui per vendicarsi di Armstrong. In cambio del silenzio di Armstrong, Barnard svela che Magnolia ha barato sulle domande del quiz sulla Bibbia, permettendo così a Patty di vincere la corona. Dopo avere origliato lo scambio tra i due Bob, Magnolia si droga pesantemente.

## Salsicce e perdenti
- Titolo originale: Wieners and Losers
- Diretto da: Andrew Fleming
- Scritto da: Lauren Gussis & Jenina Kibuka

Patty perde la sua verginità con Christian, ma dopo realizza che lui non la ama. Dopo la squalifica di Magnolia, Patty reclama la corona di Miss Magic Jesus, e con l'aiuto di Bob Armstrong, ottiene un accordo con Wiener Taco per sponsorizzarla alle regionali. Quando il padre di Bob Armstrong viene colpito da un infarto, i due si riconciliano, mentre Bob e Coralee cominciano a ricucire il loro rapporto. Comunque, le cose peggiorano quando Bob scopre che Coralee ha avuto una relazione extra-coniugale e che suo padre ha assunto Bob Barnard come socio anziano nella compagnia. Patty va nel panico quando il suo test di gravidanza diventa positivo, ma si scopre essere un teratoma, un tumore che in origine era un gemello all'interno dell'utero. Il pastore Mike teme che il tumore di Patty possa essere un demone dentro di lei. Durante la riapertura di Wiener Taco, i due Bob iniziano una lotta fisica che finisce con una sorprendente dichiarazione d'amore di Bob Barnard. Nel frattempo, Dixie attacca Patty cercando di rubarle la corona, col risultato che Patty la scaraventa già dal nuovo furgone di Wiener Taco rendendola incosciente.

## Il demone Kitty
- Titolo originale: Bad Kitty
- Diretto da: Steven Tsuchida
- Scritto da: Jace Richdale

A scuola, Patty scopre che la sua lotta con Dixie è diventata virale. Bob Armstrong affronta la confessione di Bob Barnard andando in terapia di coppia con Coralee. Christian diventa ossessionato dal demone di Patty, aiutandola a trovare un modo per controllarlo e usarlo a suo vantaggio. Paralizzata e su una sedia a rotelle, Dixie torna a scuola dove viene tenuta un'assemblea anti-bullismo in modo che Patty e Dixie possano chiedersi scusa a vicenda. Convinta che Dixie stia fingendo, Patty la butta fuori dalla sedia a rotelle di fronte all'intera scuola, ma scopre che Dixie non stava mentendo. Patty decide quindi di sottoporsi ad un esorcismo su suggerimento del pastore Mike. Comunque, dopo che il pastore resta coinvolto in un incidente con la sua automobile e l'esorcista che ha contattato non può raggiungere la scuola, Bob Armstrong decide di fare lui l'esorcismo, aiutato da Nonnie e da Choi. L'esorcista finalmente arriva e dichiara che Patty non è mai stata posseduta da un demone. Bob Armstrong accetta i suoi sentimenti per Bob Barnard e passa la notte con lui.

## Banana Cuore Banana
- Titolo originale: Banana Heart Banana
- Diretto da: Elodie Keene
- Scritto da: Tim Schlattmann

Dopo avere passato la notte in casa di Bob Barnard, Bob Armstrong cerca di vivere una doppia vita. Patty viene sospesa da scuola per avere spinto Dixie fuori dalla sua sedia a rotelle. Per fare ammenda, Bob Armstrong suggerisce a Patty di fare, per il suo diciottesimo compleanno, un roast per raccogliere fondi per comprare a Dixie una nuova sedia a rotelle elettrica; Patty accetta con riluttanza. Bob Armstrong scopre che Christian era stato arrestato per avere cercato di rapire la sua ragazza in Brasile. Quando Patty affronta Christian, lui diventa violento e Brick arriva in soccorso della ragazza. Durante la festa, Angie dice a Patty che deve lasciare la città per un po' di tempo, e Nonnie decide che ha bisogno di prendersi una pausa dalla sua amicizia con Patty. A rendere le cose peggiori, Patty scopre accidentalmente della relazione tra i due Bob. Umiliata, Patty svela la loro relazione a tutti gli invitati, compresi Coralee e Brick, il che spinge Bob Armstrong ad abbandonare Patty. Triste e abbandonata, Patty torna a casa e si mangia tutta la sua torta da sola.

## Le vincenti vincono. Punto.
- Titolo originale: Winners Win. Period.
- Diretto da: Lev L. Spiro
- Scritto da: Lauren Gussis e Michael Ellis

Patty fa i conti con la festa del suo compleanno isolandosi e mangiando molto per una settimana, fin quando una visita di Drew Barrymore ad Atlanta la ispira a chiedere scusa. Patty invita Nonnie alla presentazione del libro di Drew Barrymore, ma Nonnie non è pronta a riprendere il rapporto. Brick aiuta Patty a perdere peso in tempo per le regionali, mentre la protegge da Christian, che la segue ovunque. Bob Barnard e Magnolia cercano Roxy per dirle che lui è suo padre. Sebbene Roxy all'inizio accusa Bob di averla abbandonata, lei cambia idea dopo avere parlato con Stella Rose, e i due Bob decidono di allenarla per le regionali insieme. Patty cerca di scusarsi con Bob Armstrong per avere rivelato la sua relazione extra-coniugale omosessuale, ma lui è ancora arrabbiato con lei, e le dice che sta allenando Roxy. I due Bob e Coralee si parlano, prima di iniziare un ménage à trois. Dopo avere usato un teaser su Roxy per sabotarla, Patty viene punta da un tranquillante e cade priva di sensi.

## Perché succedono le cose brutte
- Titolo originale: Why Bad Things Happen
- Diretto da: Andrew Fleming
- Scritto da: Lauren Gussis & Jace Richdale

Quando Patty si sveglia scopre di essere stata rapita da Stella Rose e da Roxy, che stanno cercando di colpire Bob Armstrong. Comunque, quando il suo piano fallisce perché Bob Armstrong ha capito di non essere più interessato ai concorsi di bellezza, una Stella Rose destabilizzata cerca di uccidere Patty facendolo sembrare un suicidio a causa di Bob. Patty riesce a scappare in tempo per iscriversi alle regionali. Bob Armstrong parla con Coralee per creare una relazione stabile a tre con Bob Barnard, ma Barnard non è d'accordo, costringendo Armstrogn a scegliere tra i due. Patty va ad incontrare Magnolia dopo avere ricevuto un suo messaggio, ma scopre che il messaggio era stato inviato da Christian, che, cercando di riconquistarla, aveva drogato Magnolia dopo avere scoperto che era stata riammessa alle regionali. Dopo che Patty libera Magnolia, Christian ricorda a Patty tutte le cose brutte che lei ha fatto, portandola a picchiarlo a morte con un piede di porco. Mentre pensa di suicidarsi, Bob Armstrong riceve una chiamata da Patty. Insieme spingono la macchina di Christian in un lago per nascondere le prove, ma la macchina non affonda. Patty confessa a Bob che pensa di avere ucciso anche Stella Rose.